# Беннингтон (Вермонт)
Беннингтон, город в штате Вермонт, один из двух главных городов округа (иногда их называют центрами округа) Беннингтон. Известен ещё как Южное Графство. Имеет три района — Старый Беннигтон, Нижний Беннингтон и Северный Беннингтон.

## История
Город был основан 3 января 1749 года Беннингом Вентвортом (1696—1770), губернатором Нью-Гемпшира. Название городу было дано Венвортом в свою честь.
Первые поселенцы появились здесь в 1761 году: четыре семьи из Хардвика и две из Амхерста, штат Массачусетс. Они управлялись капитаном Самуилом Робинсоном, ветераном французско-индейской войны.
С Беннингтоном связано Сражение при Беннингтоне, произошедшее 16 августа 1777 года, одно из сражений в Войне за независимость в США. В Беннингтонском сражении отряд из 1600 милиционеров Нью-Гэмпшира (Green Mountain Boys) под командованием генерала Джона Старка разгромил отряд из 800 немецких наемников, местных сторонников Английской короны, индейцев и канадцев под командованием генерала Фридриха Баума.

## Климат
В Беннингтоне континентальный климат с холодной, снежной зимой и жарким, влажным летом. Первый снегопад возможен уже в начале октября, последний ещё в апреле. Зимой дуют сильные ветра. Смерчи редки, 31 мая 1998 года Северный Беннингтон достигло торнадо.
Высокий снеговой покров, до одного фута снега или больше, не редкость. В течение летних месяцев часты ливни и грозы.
Максимальная температура летом +370 С, наблюдалась дважды в 1955 и 1975 годах. Самая низкая температура −32 °С, наблюдалась в 1976 году.

## Географическое положение
Через Беннингтон протекает река — Валумсек (Walloomsac River) и её притоки.

## Беннингтонский колледж

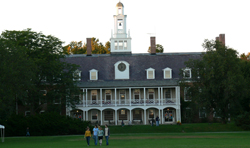
Главное здание Беннингтонского колледжа

В 1932 году в Беннингтоне был основан женский колледж (район Северный Беннингтон). Социологи отмечали, что поступавшие в колледж дочери известных своим консерватизмом состоятельных родителей, связанных с республиканской партией, быстро приобретали либеральные взгляды (в частности, начинали голосовать за демократов).
С 1969 года обучение стало совместным. В настоящее время колледж — частное либеральное учебное заведение, с преподаванием общих знаний и развитием общих интеллектуальных способностей. По своему типу относится к бакалаврским колледжам. Аккредитован в Ассоциации Школ и Колледжей Новой Англии (NEASC). В 2009 году обучалось 859 студентов.
С 1946 года на базе колледжа проходит конференция камерной музыки, а также летняя школа самодеятельных музыкантов.
При колледже существует Городской симфонический оркестр (Sage City Symphony), основанный в 1973 году Луисом Калабро. Оркестр исполняет сложную программу традиционного репертуара, в репертуаре оркестра каждый год — новая работа.

## Достопримечательности

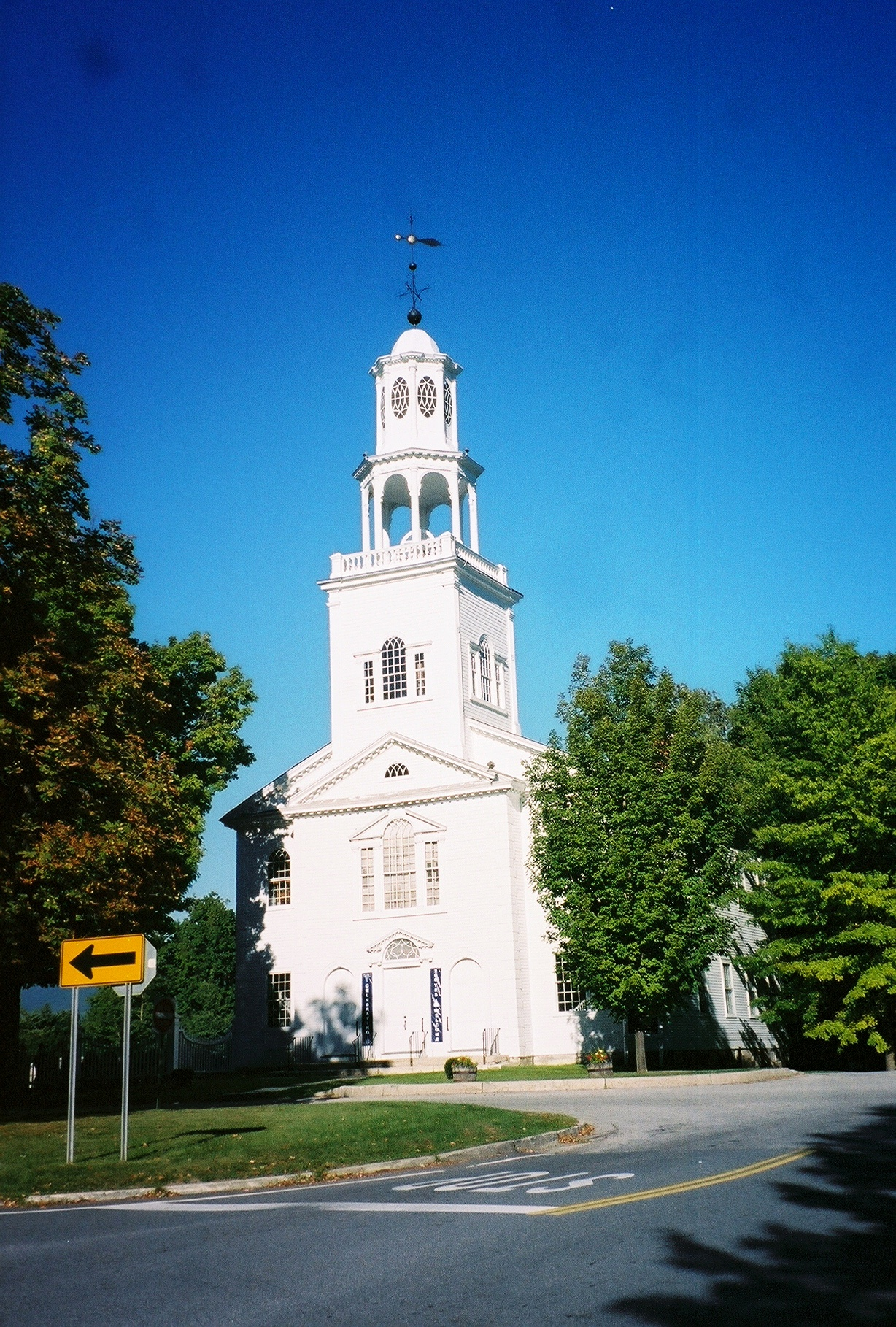
Первая Конгрегационалистская церковь

Наиболее значимой достопримечательностью города считается 93-метровый величественный Монумент Беннингтонской битвы (открыт в 1891 году).
Первая Конгрегационалистская церковь, (сооружена в 1806 году), с оригинальными арочными украшениями и деревянными потолками. Возле церкви находится старое кладбище, где похоронен один из известнейших американских поэтов Роберт Фрост.
Беннингтонский музей и галерея Бабушки Мозес. В собрании значительная коллекция американского искусства, представлено много работ известной народной художницы Анны Марии «Бабушки» Мозес (1860—1961). Мозес — жена крестьянина, не имевшая художественного образования, начала рисовать картины, когда ей было уже более 70 лет.

## Известные жители
Джон Эйдисон — композитор, автор музыки к кинофильмам «Мост слишком далеко», «Недосягаемый» и ещё более 60 фильмам (умер 7 декабря 1998 года в Беннингтоне).

Саймон Фрейзер — предприниматель, исследователь и основатель поселений колонистов в Северной Америке (род. 20 мая 1776 года вблизи Беннингтона).

Синтия Гибб — американская актриса (род. 14 декабря 1963 года в Беннингтоне)

Эндрю «Энди» Ньюэлл  — американский спортсмен-лыжник (род. 30 ноября 1984 года в Беннингтоне)